# Sarah Kruzan
Sara Jessimy Kruzan (8 de gener de 1978) és una víctima nord-americana i supervivent de tràfic de blanques.
El 1995, a l'edat de 17 anys, va ser condemnada pel assassinat en primer grau de la seva proxeneta, George Gilbert Howard. Va ser condemnada a cadena perpètua sense dret a llibertat condicional. Com a resultat de la seva condició de menor d'edat, Kruzan ha rebut l'atenció nacional dels individus i dels grups de reforma judicial, que advoquen per un nou judici. El 2 de gener de 2011, com a conseqüència de l'atenció dels mitjans, a Kruzan se li va concedir l'indult pel Governador Arnold Schwarzenegger, que va commutar la seva sentència a 25 anys amb possibilitat de llibertat condicional; romandre empresonada al Centre Penitenciari de Dones de Califòrnia central en Chowchilla.